# Leucania vallettai
Leucania vallettai là một loài bướm đêm trong họ Noctuidae.